# 阿爾巴尼亞—朝鮮民主主義人民共和國關係
北韓宣布成立一個半月後,阿爾巴尼亞和北韓於1948年11月28日建立外交關係。當時恩維爾·霍查和金日成的共產主義政府經常被拿來比較他們在外交孤立和斯大林主義式政權方面的相似之處，在霍查治下的阿爾巴尼亞被稱為歐洲北韓，因為同樣奉行嚴格的鎖國政策。
唯自阿爾巴尼亞共產政權倒台以及實現民主化後，阿爾巴尼亞與南韓和美國關係迅速發展並視對方為忠實盟友和戰略夥伴，這導致阿爾巴尼亞與北韓的關係（特別是政治上）變得非常冷淡和惡劣，並且幾乎沒有任何經貿和文化合作的往來（例如北韓在阿爾巴尼亞民主化後未曾向阿國派遣商務團體）。

## 歷史
共產主義時期早段由於阿爾巴尼亞獨裁者霍查和北韓獨裁者金日成皆奉行極端鎖國政策和史太林主義，故兩國關係早期良好。金日成更曾於1956年外訪阿爾巴尼亞首都地拉那會見霍查。然而由於北韓於中阿交惡期間與中國關係更牢固，到了1970年代中後期阿爾巴尼亞與北韓的關係顯著惡化，霍查更指責金日成是不純正的共產主義者。

## 實行資本主義後至今
阿爾巴尼亞共產政權於1991年倒台後，阿爾巴尼亞與北韓的關係並沒有因為阿爾巴尼亞對外完全開放、實行民主化及資本主義制度而改善，相反兩國關係更為冷淡和進一步惡化。北韓新一任獨裁者金正日上台後，正值科索沃戰爭開始爆發時期，阿爾巴尼亞政府強烈支持科索沃軍事分離主義組織科索沃解放軍和其領袖阿德姆·賈沙里爭取科索沃脫離以正在解體由米洛舍維奇統治的塞爾維亞獨立（當時稱為南斯拉夫聯盟）；此舉立即被北韓政府強烈批評，北韓政府強烈反對科索沃獨立並贊成塞爾維亞政府鎮壓科索沃阿爾巴尼亞人分離主義運動。
另外科索沃戰爭爆發期間亦恰巧為北韓飢荒大爆發時期，當時有很多北韓人因為嚴重缺乏糧食而冒險逃離北韓並成為脫北者，有部分脫北者越過鴨綠江和圖們江後進入中國後就選擇逃入阿爾巴尼亞駐中國的大使館，阿爾巴尼亞駐中國大使館亦跟隨蒙古、泰國乃至歐洲駐中國大使館做法，就是給予脫北者可以免被中國政府遣返北韓且能保証一旦進入大使館後可以安全抵達南韓的支援。
由於阿爾巴尼亞實行資本主義後便與美國、南韓及日本建立極為良好的關係（這三個國家均是北韓政府的死敵和眼中釘），加上阿爾巴尼亞政府不時會跟隨美國於聯合國會議上對北韓人權和北韓核問題作出批評或是提出制裁北韓政府的議案，以及阿爾巴尼亞政府強烈支持北約空襲塞爾維亞，這些因素致雙方關係至今非常惡劣；正因如此阿爾巴尼亞和北韓兩地沒有設立雙方大使館，僅以於第三方國家保加利亞的使館採取類似代辦級的做法處理雙邊關係，這與親北韓的塞爾維亞政府截然不同。